# Ion Predescu
Ion Predescu (n. 2 octombrie 1927, Optași-Măgura, România – d. 12 octombrie 2020, Craiova, România) a fost un jurist român, care a fost ales ca senator de județul Dolj în legislaturile din 1990 până în 2004, pe listele PSD. În anul 1996, pentru trei luni, a fost ministru al justiției în Guvernul Nicolae Văcăroiu. Începând din 2004 a fost judecător la Curtea Constituțională a României, mandat încheiat în anul 2013.

## Biografie
Ion Predescu s-a născut la data de 2 octombrie 1927 în comuna Optași, județul Olt, Regatul României. A studiat la Liceul teoretic "Radu Greceanu" din Slatina, apoi la Facultatea de Drept din București, ale cărei cursuri le-a absolvit în anul 1951. Ulterior a absolvit și Facultatea de Filozofie.
După absolvirea Facultății, a profesat avocatura în orașul Craiova, fiind avocat pledant definitiv în Baroul județean Dolj.
Între anii 1990-2004, Ion Predescu a deținut demnitatea aleasă de senator de Dolj, fiind ales pe listele actualului PSD în patru legislaturi consecutive. În cadrul activității sale parlamentare, Ion Predescu a fost membru în următoarele grupuri parlamentare de prieteni: 
- în legislatura 1990-1992: Statul Israel, Regatul Spaniei, Regatul Belgiei, Republica Italiană;
- în legislatura 1996-2000: Regatul Spaniei, Republica Coreea;
- în legislatura 2000-2004: Republica Costa Rica, Republica Elenă.

În calitate de parlamentar, el a deținut funcțiile de membru în Comisia constituțională a Adunării Constituante (iunie 1990 - septembrie 1996), precum și de președinte (iunie 1990 - septembrie 1996) și apoi vicepreședinte (decembrie 1996 - februarie 1998) al Comisiei Juridice a Senatului. În următoarele legislaturi a fost secretar al Biroului Permanent al Senatului (până în septembrie 1999) și președinte al Comisiei pentru cercetarea abuzurilor și petiții (octombrie 1999 - noiembrie 2000).
El a elaborat un număr mare de amendamente la toate proiectele de lege ce au fost dezbătute pe fond la Comisia juridică a Senatului și intervenții la majoritatea problemelor controversate de drept și constituționalitate, precum și 24 de amendamente la Constituția României, revizuită. În legislatura 1996-2000, Ion Predescu a inițiat 8 propuneri legislative din care 2 au fost promulgate legi iar în legislatura 2000-2004, a inițiat 4 propuneri legislative din care 3 au fost promulgate legi.
Printre inițiativele legislative ale sale menționăm următoarele: Legea Consiliului Legislativ;  Legea avocatului (1995); Legea consilierului juridic; Legea Curții Constituționale (1992); Legea Avocatului Poporului; - pachetul de legi privind siguranța națională (4), ordinea și liniștea publică (6) și apărarea națională (8); Regulamentul Senatului; Regulamentul ședințelor comune ale Camerelor Parlamentului; Statutul deputatului și al senatorului; Codul penal (1993-1996); Codul de procedură penală (1993-1996); Legea de organizare judecătorească, nr.92/1992; Legea notarilor publici (1996); legile electorale.
De asemenea, în perioada 3 septembrie - 11 decembrie 1996, Ion Predescu a deținut funcția de ministru al justiției în guvernul condus de Nicolae Văcăroiu.
În paralel cu activitatea sa din Parlamentul României, Predescu a fost membru al Asociației Juriștilor din România și cadru didactic asociat la Facultatea de Drept din Craiova și la Facultatea de Drept a Universității "Spiru Haret" din București.
El a publicat un număr mare de articole și studii publicate în revistele de specialitate, precum și trei cărți:
- Principiul subsidiarității (Ed. Monitorul Oficial, București, 2001) - în colaborare cu Bianca Predescu;
- Mandatul de parlamentar și imunitatea parlamentară (Ed. Scrisul Românesc, Craiova 2002) - în colaborare cu Bianca Predescu;
- Studii și cercetare juridică - 2 volume.

În anul 2004, Ion Predescu a fost numit de către Senatul României pentru demnitatea de judecător la Curtea Constituțională a României, pentru un mandat de 9 ani.
Ion Predescu a fost căsătorit și are o fiică (Bianca Maria Carmen Predescu) care este profesor universitar la Facultatea de Drept "Nicolae Titulescu" din cadrul Universității din Craiova. Ion Predescu vorbea limbile franceză și italiană.